# Соматотрофы
Соматотропные клетки или соматотрофы (греч. sōmat – «тело» и trophē – «питание», «развитие») – клетки передней доли гипофиза (аденогипофиза), производящие гормон роста.

## Описание
Соматотропные клетки составляют до 50% от всех клеток аденогипофиза. Локализуются соматотрофы преимущественно в латеральных отделах гипофиза. Они имеют круглую или овальную форму, ядро находится в центре, окружёно цистернами эндоплазматической сети. В цитоплазме клеток содержатся ацидофильные мелкие гормональные гранулы (размером 300-600 нм), придающие клеткам оранжевый цвет. Соматотропные клетки вырабатывают гормон роста (соматотропин) в ответ на воздействие рилизинг-гормона гипоталамуса соматолиберина. Выработку гормона роста ингибирует гормон гипоталамуса соматостатин. Оба регуляторных вещества поступают к соматотропным клеткам из гипоталамуса через  воротные вены гипофиза и вторичное капиллярное сплетение.

## Недостаток гормона роста
Недостаток выработки гормона роста в период до полового созревания или до окончания роста новой костной ткани может привести к гипофизарному дварфизму (карликовости). Гормон роста является антагонистом инсулина по действию на углеводный обмен, поэтому при недостатке гормона роста уровень сахара в крови снижается.
Если концентрация соматотропина в организме слишком низкая, врач может выписать человеческий гормон роста в качестве лекарства.

## Избыток гормона роста
Избыток гормона роста как правило возникает из-за слишком активной секреции гормона роста соматотропными клетками. Значительный избыток соматотропина в период до полового созревания или до окончания роста новой костной ткани может привести к гигантизму, болезни, приводящей к избыточному росту тела (например, около 2,13 м роста) и аномальной длине конечностей. Избыток гормона роста в период после полового созревания может привести к акромегалии. Это болезнь, вызывающая чрезмерный рост рук, черепной коробки, челюстей и языка. Некоторые симптомы акромегалии – повышенная потливость, жирная кожа, неправильное усвоение сахаров, полученных с пищей (диабет), высокое кровяное давление, повышение уровня кальция в моче, отёк  щитовидной железы и артрит.

## Бычий гормон роста
Бычий гормон роста вырабатывается в гипофизе крупного рогатого скота и отличается от человеческого гормона роста по структуре и биологически неактивен в организме человека. Бычий соматотропин способствует регуляции количества производимого молока. Рекомбинантный бычий соматотропин – гормон, вводимый коровам для увеличения производства молока.